# 古津賀站
古津賀站（日语：／ Kotsuka eki */?）是位於日本高知縣四萬十市古津賀，隸屬於土佐黑潮鐵道的鐵路車站。車站編號為TK39。

## 車站結構
車於建於路堤上，車站出入口位於高知縣道339號一方，並座落於與國道56號交界處。同時也因為跨越高知縣道339號，因此往窪川方向當出站後，便會經一小段天橋後才返回路堤。
本站採用簡易車站模式，並未設置站房。建有一座以鋼板搭成的樓梯連接路面及月台部份。車站入口設有小型停車處，並設置了一座簡易式男、女共用洗手間、一座投幣式電話亭一排附設上蓋的單車泊停場以及兩部汽水販賣機。

### 月台配置

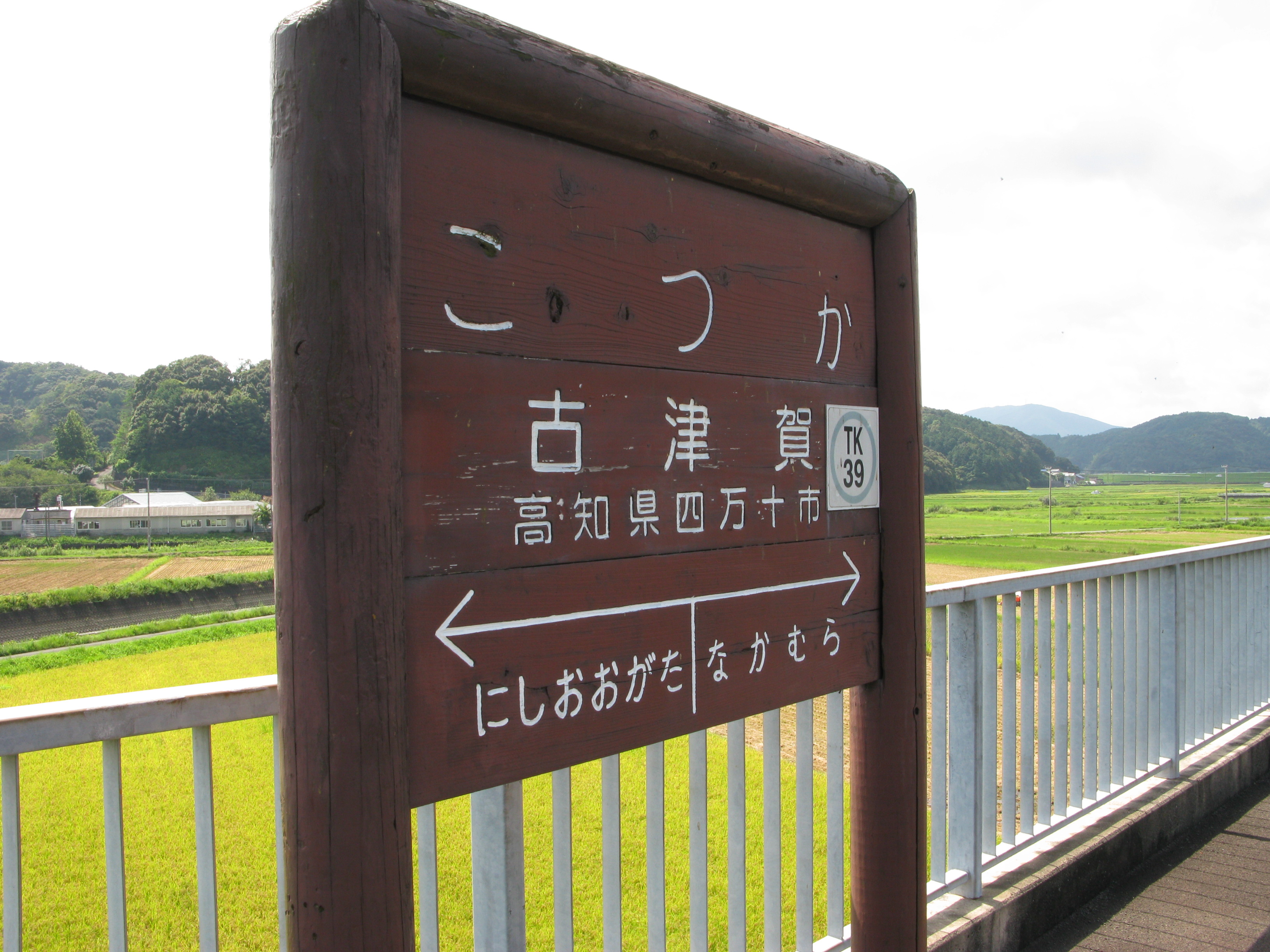
站牌（2008年8月）

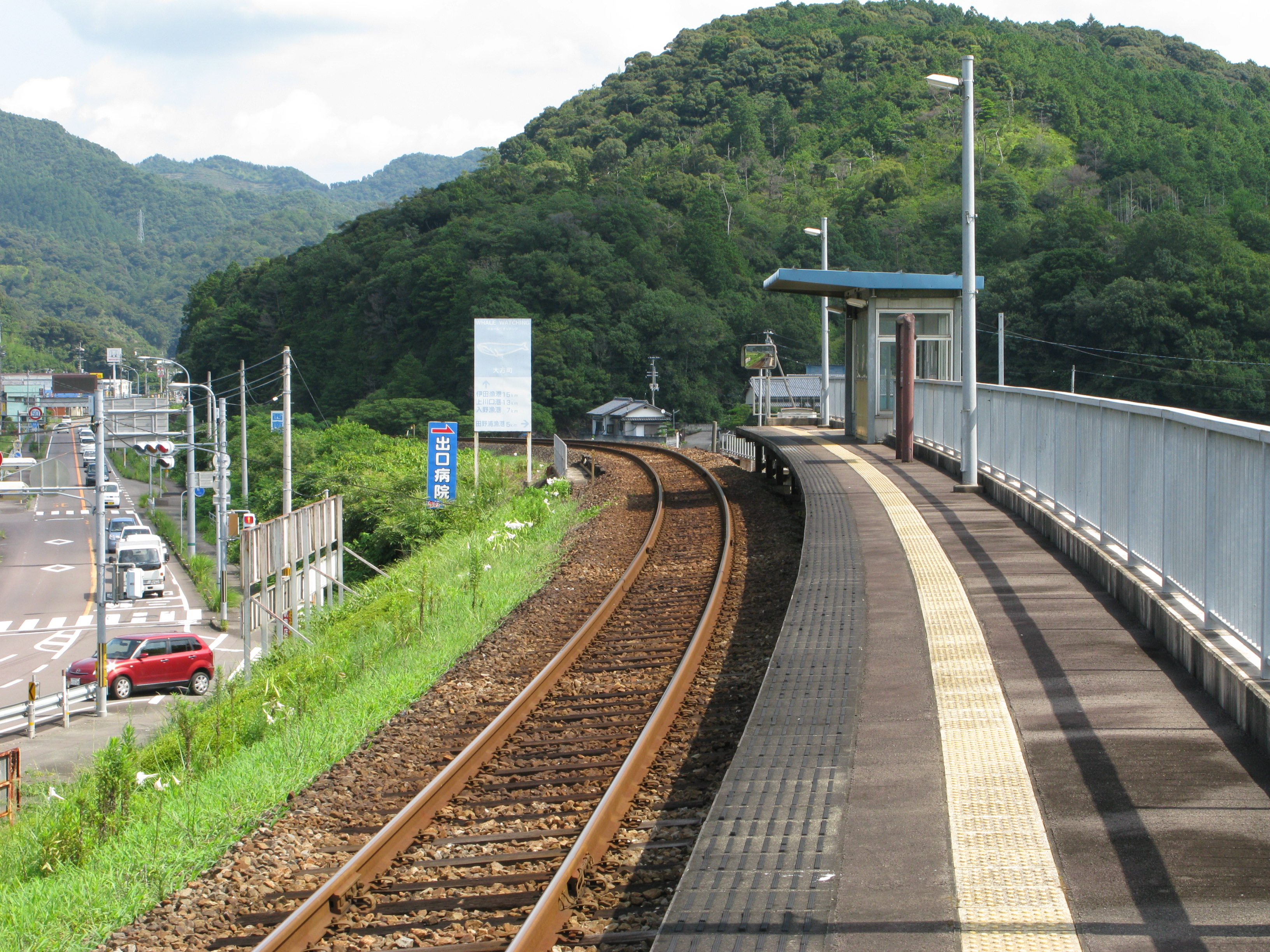
月台（2008年8月）

站內只設有側式月台1座，長度約為75米，有效長度為3輛。整個月台部份都是架在基堤上，以鋼板及鋼架支撐整個月台。在出入口旁建有一座不設趟門、部份開放式有蓋候車室，候車室內附有獨立式塑膠候車座椅。
| 路線     | 方向 | 目的地         |
| -------- | ---- | -------------- |
| ■ 中村線 | 下行 | 中村、宿毛方向 |
| ■ 中村線 | 上行 | 窪川方向       |

## 歷史
- 1988年4月1日：車站隨中村線由JR四國轉交至土佐黑潮鐵道管理同時開業。
- 2010年3月13日：平日下午由中村開出的「南風」28號加停本站，成為每天唯一一班特急列車靠站。
- 2014年3月15日：因應「南風」28號縮短至高知站，以「足摺」10號代替為特急列車靠站。[3]
- 2020年3月14日：停靠本站的特急「足摺」號列車由14號改由16號擔當[4]。
- 2024年3月16日：隨時間表改正，「足摺」16號遭取消，使維持了14年的唯一特急列車停靠正式結束[5]。

## 使用狀況
車站位於四萬十市東部的市郊部份，鄰近有古津賀團地及高知縣立幡多農業高等學校，因此主要以通學乘客為主。根據國土交通省「國土數值情報」，以下為1日平均上下車人次：
| 年度 | 1日平均 乘降人次 | 1日平均 乘降人次 |
| ---- | ---------------- | ---------------- |
| 2011 | 128              |                  |
| 2012 | 115              |                  |
| 2013 | 108              |                  |
| 2014 | 117              |                  |
| 2015 | 110              |                  |
| 2016 | 97               |                  |
| 2017 | 81               |                  |
| 2018 | 106              |                  |
| 2019 | 96               |                  |
| 2020 | 85               |                  |
| 2021 | 71               |                  |
| 2022 | 63               |                  |

## 相鄰車站
土佐黑潮鐵道
■中村線
■特急「足摺」，「四萬十」1、4號
通過
■普通
西大方（TK38）－古津賀（TK39）－中村（TK40）

## 外部連結
- 土佐黑潮鐵道古津賀站官方網站